# Маршалл, Хамфри
Хамфри Маршалл (англ. Humphry Marshall; 1722—1801) — ботаник, «отец американской дендрологии».

## Биография
Хамфри Маршалл родился 10 октября 1722 года в семье Авраама и Мэри Хант Маршалл в районе современной деревни Маршалтон в округе Честер на территории Пенсильвании. Он был родственником Джона и Уильяма Бартрамов. В молодости работал каменотёсом. 16 сентября 1748 года женился на Саре Пеннок, затем стал хозяином отцовской фермы в Пенсильвании. Под влиянием Бартрамов Хамфри заинтересовался ботаникой и астрономией, стал изучать местную древесную флору. В 1767 году Маршалл стал хозяином семейного поместья. В 1773 году он решил основать в Маршалтоне ботанический сад, второй в Америке после основанного Дж. Бартрамом. После его смерти, однако, этот сад был заброшен. В 1785 году Маршалл опубликовал книгу Arbustrum americanum — каталог известных ему американских видов кустарников и деревьев. В 1786 году Хамфри был избран членом Американского философского общества. В том же году умерла Сара Маршалл, через два года Хамфри женился на Маргарет Миншол. Через некоротое время зрение ботаника стало ухудшаться. В 1801 году он заболел дизентерией, 5 ноября 1801 года скончался.
Основной гербарий Маршалла хранится в Уэст-Честерском университете в Пенсильвании (DWC).

## Некоторые научные работы
- Marshall, H. (1785). Arbustrum americanum. 174 p.

## Роды, названные в честь Х. Маршалла
- (?) Marshallia Schreb., 1791, nom. cons. — по другим данным, назван в честь М. Маршалла (1758—1813), племянника Хамфри
- (?) Marshallia J.F.Gmel., 1791, nom. rej. [syn.  Homalium Jacq., 1760] — происхождение названия точно не установлено